# Тензорний аналіз
Тензорний аналіз — узагальнення векторного аналізу, розділ тензорного числення, що вивчає диференційні оператори, котрі діють на алгебрі тензорних полів {\displaystyle D(M)}, що диференціюється {\displaystyle M}. Розглядаються також оператори, що діють на загальніші, ніж тензорні поля, геометричні об'єкти: тензорна густина, диференціальні форми зі значеннями у векторному розшаруванні 
і т.д.
Найбільший інтерес представляють оператори, дія яких не виводить за межі алгебри {\displaystyle D(M)}.
1) Коваріантна похідна уздовж векторного поля {\displaystyle X} — лінійне відображення {\displaystyle \nabla _{X}} простору векторних полів {\displaystyle D^{1}(M)} від {\displaystyle M}, залежне від векторного поля {\displaystyle X} і яке задовольняє умовам:
де {\displaystyle X}, {\displaystyle Y}, {\displaystyle Z\in D'(M)}, {\displaystyle f}, {\displaystyle g} — гладкі функції на {\displaystyle M}. Зв'язність {\displaystyle \Gamma } і паралельне перенесення, що визначаються цим оператором, дозволяють розповсюдити дію коваріантної похідної до лінійного відображення алгебри {\displaystyle D(M)} в себе; при цьому відображення {\displaystyle \nabla X}  є диференціюванням, зберігає тип тензорного поля і перестановочне зі згорткою.
В локальних координатах {\displaystyle u^{1},u^{2}\ldots ,u^{n}} коваріантна похідна тензора з компонентами {\displaystyle T(T_{j_{1}\ldots {j_{m}}}^{i_{1}\ldots {i_{l}}})} щодо вектора {\displaystyle X=\xi ^{i}{\frac {\partial }{\partial u^{i}}}} визначається так:
{\displaystyle \Gamma _{ks}^{i}} — об'єкт зв'язності  {\displaystyle \Gamma }.
2) Похідна Лі уздовж векторного поля {\displaystyle X} — відображення {\displaystyle L_{X}} простору {\displaystyle D'(M)}, що визначене формулою {\displaystyle L_{X}~:~Y\rightarrow [X,~Y]}, де {\displaystyle [X,~Y]} — комутатор векторних полів {\displaystyle X} {\displaystyle Y}. Цей оператор також однозначно продовжується до диференціювання {\displaystyle D(M)}, зберігає тип тензорів і 
переставляється зі згорткою. В локальних координатах Лі похідна тензора {\displaystyle T(T_{j_{1}\ldots {j_{m}}}^{i_{1}\ldots {i_{l}}})} виражається так:
3) Зовнішній диференціал (зовнішня похідна) — лінійний оператор {\displaystyle d}, що зіставляє зовнішній диференційній формі (кососиметричному коваріантному тензору) степеня {\displaystyle p} форму такого ж вигляду і степеня {\displaystyle p+1}, котра задовольняє умовам:

де {\displaystyle \wedge } — символ зовнішнього добутку {\displaystyle r} — ступінь {\displaystyle \omega _{1}}. В локальних координатах зовнішня похідна тензора {\displaystyle \omega \langle \omega _{i_{1}\ldots i_{p}}\rangle } виражається так:
Оператор {\displaystyle d} — узагальнення оператора {\displaystyle \operatorname {rot} }.
4) Тензор кривизни симетричного невиродженого двічі коваріантного тензора {\displaystyle g_{if}} є дією деякого нелінійного оператора {\displaystyle R}:
де